# Liste des baillis d'Aire-sur-la-Lys
 (avril 2021).
Si vous disposez d'ouvrages ou d'articles de référence ou si vous connaissez des sites web de qualité traitant du thème abordé ici, merci de compléter l'article en donnant les références utiles à sa vérifiabilité et en les liant à la section « Notes et références ».
Cet article présente une liste des baillis royaux et ducaux de la ville d'Aire-sur-la-Lys du règne de Philippe Auguste à celui de Louis XVI.

## Repères historiques
- Lorsqu'en 1188 la ville d'Aire obtient du comte de Flandres Philippe D'Alsace une charte de libertés communales nommée " Charte de l'Amitié " (le bourg s’agrandit et comporte entre 1 000 et 2 000 au milieu du XIIe siècle), celui-ci obtient un bailli en 1202 au nom du comte de Flandres.
- Après un siège en 1214, la ville rejoint le nouveau comté d'Artois créé en 1237 par le frère du roi Saint-Louis, elle y reste jusqu'en 1384 où le comté est annexé par les ducs de Bourgogne pour former l'État bourguignon.
- Durant la guerre de Succession de Bourgogne, Aire est sous contrôle bourguignon le bailli dirige au nom de Marie de Bourgogne mais, à la suite de la bataille de Guinegatte, puis du siège de 1482, la ville passe sous autorité française mais pour seulement 17 ans.
- De 1499 à 1676, la cité est loyale à la couronne d'Espagne, celle des Habsbourg, grâce à cette amitié avec leurs souverains, les Airois obtiennent de nouvelles fortifications, des constructions ou rénovations de bâtiments et la visite de l'Empereur Charles en 1540 et 1546. Pendant le siège de 1641, la ville est prise pendant un mois par les Français puis par les Espagnols la même année.
- Le siège de 1676 permet au royaume de France d'annexer la ville au traité de Nimègue et de consolider davantage ses fortifications avec l'aide de Vauban. Cependant, en 1710, la ville est assiégée par les Hollandais; celle-ci est rendue à la France en 1713.
- La fonction de bailli disparait à la Révolution; en effet, vers la fin du siècle, le pouvoir du bailli fut surpassé par celui de l'Hôtel de Ville et du mayeur de la cité[1].

## Baillis du Comté de Flandres (1202 - 1237)
| Identité            | Mandat      | Qualité                                                                             |
| ------------------- | ----------- | ----------------------------------------------------------------------------------- |
| Gilles              | 1202 - 1209 | Chevalier, bailli au nom du comte Baudouin de Constantinople                        |
| Gauthier d'Estrépy  | 1209 - 1212 | Écuyer                                                                              |
| Nicolas du Chastel  | 1212 - 1214 | Chevalier, bailli au nom du comte Ferrand de Portugal, bailli lors du siège de 1213 |
| Hugues de Fraisne   | 1214 - 1221 | Écuyer, bailli au nom du Roi Philippe II                                            |
| Baudouin des Mottes | 1221 - 1237 | Écuyer                                                                              |

## Baillis du Comté d'Artois (1237 - 1384)
| Identité                       | Mandat      | Qualité                                                              |
| ------------------------------ | ----------- | -------------------------------------------------------------------- |
| Baudouin des Mottes            | 1237 - 1238 | Écuyer                                                               |
| Thibaut de Scandelly           | 1238 - 1242 | Chevalier, bailli au nom du comte de Thomas de Savoie                |
| Manassès de Silly              | 1242 - 1248 | Écuyer                                                               |
| Simon de Villers-Saint-Pol     | 1248 - 1251 | Chevalier                                                            |
| Regnault                       | 1251 - 1258 | Chevalier, bailli au nom de la comtesse Marguerite de Constantinople |
| Jean Coulons                   | 1258 - 1259 | Écuyer                                                               |
| Julien de Herkin               | 1259 - 1277 | Écuyer                                                               |
| Jacques d'Estrées              | 1277 - 1303 | Chevalier                                                            |
| Jean de Houplines              | 1303 - 1313 | Écuyer, bailli au nom du comte Guy de Dampierre                      |
| Ensart de Waudringhem          | 1313 - 1318 | Chevalier, seigneur de la Motte                                      |
| Régnier de l'Escluse           | 1318 - 1319 | Chevalier, bailli au nom du comte Robert de Béthune                  |
| Guillaume de la Beaume         | 1319 - 1326 | Chevalier                                                            |
| Eustache d'Auffay              | 1326 - 1331 | Écuyer, seigneur du Belloy                                           |
| Jean de Fiennes, dit du Bois   | 1331 - 1332 | Chevalier, bailli au nom du comte Louis de Crécy                     |
| Roland de Vianne               | 1332 - 1336 | Chevalier                                                            |
| Mathieu de Roye                | 1332 - 1339 | Chevalier                                                            |
| Gilles                         | 1339 - 1363 | Écuyer, seigneur de Réty                                             |
| Jean du Plouich                | 1363 - 1364 | Écuyer                                                               |
| Colart de Fiennes, dit du Bois | 1364 - 1367 | Chevalier, bailli au nom du comte Louis de Mâle                      |
| Jean de Hallinghes             | 1367 - 1370 | Écuyer                                                               |
| Jacques Sauvage                | 1370 - 1373 | Chevalier                                                            |
| Jean de Lens                   | 1373 - 1376 | Chevalier                                                            |
| Nicaise Mercadel               | 1376 - 1377 | Écuyer                                                               |
| Arnould de Sains               | 1377 - 1381 | Écuyer                                                               |
| Robert de Liestres             | 1381 - 1384 | Écuyer                                                               |

## Baillis de l'État Bourguignon (1384 - 1482)
| Identité                              | Mandat      | Qualité                                                        |
| ------------------------------------- | ----------- | -------------------------------------------------------------- |
| Robert de Liestres                    | 1384 - 1388 | Écuyer                                                         |
| Geoffroy de Noyelles-Wion             | 1388 - 1390 | Chevalier                                                      |
| Henri Despierres                      | 1390 - 1392 | Écuyer                                                         |
| Jean Haniez                           | 1392 - 1399 | Chevalier                                                      |
| Aleaume de Longprey                   | 1399 - 1406 | Chevalier                                                      |
| Guillaume du Plouich                  | 1406 - 1412 | Chevalier                                                      |
| Guillaume de Rabecke, surnommé le Bon | 1412 - 1425 | Chevalier                                                      |
| Malet de la Viefville                 | 1425 - 1430 | Chevalier, écuyer tranchant de la Reine Jeanne de Bourgogne    |
| Jean de Diéval                        | 1430 - 1432 | Écuyer, seigneur de Moronval, conseiller du duc Philippe III   |
| Antoine de Vissocq                    | 1432 - 1434 | Chevalier, conseiller du duc Philippe III dit le Bon           |
| Jean de la Viefville                  | 1434 - 1439 | Chevalier, seigneur de Mametz et de la Prée                    |
| Jacques de la Viefville               | 1439 - 1445 | Chevalier, seigneur de Norrent, conseiller du duc Philippe III |
| David de Poix                         | 1445 - 1474 | Chevalier, conseiller du duc Philippe III                      |
| Baudouin de Mernes                    | 1474 - 1482 | Écuyer                                                         |

## Baillis du Royaume de France (1482 - 1499)
| Identité                     | Mandat      | Qualité                                                                              |
| ---------------------------- | ----------- | ------------------------------------------------------------------------------------ |
| Jean de Bergues              | 1482 - 1496 | Chevalier, seigneur d'Hollehain et de Cohem, acheté par le Roi lors du siège de 1482 |
| Antoine de Wissocq           | 1496 - 1497 | Chevalier                                                                            |
| N... Des Planques de Béthune | 1497        | Chevalier                                                                            |
| Henri de Cortewille          | 1497 - 1499 | Chevalier                                                                            |

## Baillis des Pays-Bas espagnols (1499 - 1641)
| Identité                | Mandat      | Qualité                                                                                                 |
| ----------------------- | ----------- | --- |
| Charles d'Ongnies       | 1499        | Chevalier, seigneur d'Estrées                                                                           |
| Jean de Vompraud        | 1499 - 1500 | Chevalier                                                                                               |
| Jacques d'Ongnies       | 1500 - 1537 | Chevalier, seigneur d'Estrées et de Gruson                                                              |
| Louis d'Ive             | 1537 - 1540 | Chevalier, seigneur de Péry                                                                             |
| Hugues de Buleux        | 1540 - 1545 | Chevalier, seigneur de Bulleux, Malfeu, Craismainil, Lignières, ...                                     |
| Jean de Saint-Omer      | 1545 - 1550 | Chevalier                                                                                               |
| Baudouin de la Tramerie | 1550 - 1579 | Chevalier                                                                                               |
| Charles de Saint-Omer   | 1579 - 1582 | Chevalier                                                                                               |
| Antoine de Saint-Omer   | 1582        | Chevalier                                                                                               |
| Antoine de Nédonchel    | 1582 - 1588 | Chevalier, seigneur du Quesnoy                                                                          |
| Robert de la Tramerie   | 1588 - 1612 | Chevalier                                                                                               |
| François de la Tramerie | 1612        | Chevalier, baron de Roisin, seigneur d'Angre, Hertaing, Givenchy, ...                                   |
| François de Récourt     | 1612 - 1623 | Chevalier, seigneur de Camblain, Wallon-Cappel, châtelain de Lens                                       |
| Jean de Montmorency     | 1623 - 1638 | Chevalier de la Toison d'Or, seigneur de Robecq, marquis de Morbecque, comte d'Estaires, vicomte d'Aire |
| Charles d'Ongnies       | 1638        | Chevalier, seigneur d'Estrées                                                                           |
| Charles de Metdeman,    | 1638 - 1639 | Écuyer, seigneur de Bourcy                                                                              |
| Guillaume de Berwout    | 1639 - 1641 | Chevalier, seigneur de Nutel, il défendit Aire avec honneur contre le maréchal pendant le siège de 1641 |

## Bailli du Royaume de France (1641)
| Identité          | Mandat | Qualité                                                                                 |
| ----------------- | ------ | --------------------------------------------------------------------------------------- |
| Jean d'Aigueberre | 1641   | Chevalier français, défendit la ville contre les Espagnols lors du second siège de 1641 |

## Baillis des Pays-Bas espagnols (1641 - 1676)
| Identité             | Mandat      | Qualité                                                                                                |
| -------------------- | ----------- | --- |
| Guillaume de Berwout | 1641 - 1652 | Chevalier, inhumé avec les honneurs dans la Collégiale en 1652                                         |
| Georges de Thiennes  | 1653 - 1667 | Chevalier, baron de Broucq, marquis de Berthen                                                         |
| Jacques Drouhot      | 1667 - 1675 | Écuyer                                                                                                 |
| Albert d'Amiens      | 1675 - 1676 | Chevalier, marquis de Wargnies, baron de Cré, vicomte de Cambrai, il défend Aire lors du siège de 1676 |

## Baillis du Royaume de France (1676 - 1710)
| Identité                 | Mandat      | Qualité                                                        |
| ------------------------ | ----------- | -------------------------------------------------------------- |
| Albert d'Amiens          | 1676 - 1702 | Chevalier, d'abord prisonnier il garda son rôle de bailli      |
| Georges-Louis de Werbier | 1702 - 1710 | Écuyer, seigneur du Hamel, il ne commande pas le siège de 1710 |

## Bailli des Provinces-Unies (1710 - 1713)
| Identité                 | Mandat      | Qualité                                                                       |
| ------------------------ | ----------- | ----------------------------------------------------------------------------- |
| Georges-Louis de Werbier | 1710 - 1713 | Écuyer, reste bailli malgré la présence des Hollandais, son pouvoir a diminué |

## Baillis du Royaume de France (1713 - 1789)
| Identité                     | Mandat      | Qualité                                                                                         |
| ---------------------------- | ----------- | ----------------------------------------------------------------------------------------------- |
| Georges-Louis de Werbier     | 1713 - 1717 | Écuyer, seigneur du Hamel, la charge de bailli devient héréditaire à la suite de lettres du Roi |
| Louis-Joseph de Werbier      | 1717 - 1773 | Écuyer, seigneur du Hamel, fils du précédent                                                    |
| Louis-André-Bruno de Werbier | 1773 - 1789 | Écuyer, Grand-Bailli, seigneur du Hamel, fils du précédent                                      |